# Köves János (állatorvos)
Köves János, született Wetzl János (Zirc, 1882. január 8. – Budapest. 1977. október 21.) állatorvos, a Phylaxia Szérumtermelő Rt. megalapítója, a hazai állatgyógyászati oltóanyag-termelés megteremtője.

## Életpályája
Wetzl János kovács és Pacher Teréz (1855–1926) gyermekeként született. Zircen járta ki az elemi iskolát, majd a veszprémi gimnáziumban folytatta tanulmányait. Jeles tanulóként nyert felvételt 1898-ban a Magyar Királyi Állatorvosi Akadémiára. 1902 nyarán, 20 éves korában vette át jeles minősítésű állatorvosi oklevelét.
Kis ideig, mint gyakornok a kórbonctani tanszéken dolgozott, majd tanársegéd lett. 1903 őszén, egyéves katonai szolgálatra bevonult egy budapesti tüzérezredhez, ahonnan Marek József belgyógyászati tanszékére tért vissza. A Budapesti Tudományegyetemen doktori címet szerzett. Köves 1907-ben a három állatorvos-doktor egyike lett Wellmann Oszkárral és Besskó Józseffel együtt. Néhány évig a Földművelésügyi Minisztériumban dolgozott. Közben addigi munkásságát elismerve Hutÿra Ferenc választotta munkatársává. Amikor 1908 őszén az önálló járványtani laboratórium megalakult a vezetője lett. Itt tervezte meg a klasszikus sertéspestis elleni szérumtermelés eszközeit, és Hutÿrával együtt kidolgozott módszerével Európában először termelt nagy mennyiségben ilyen szérumot. Az 1912. február 1-jén megalakult Phylaxia Szérumtermelő Rt. igazgatója. A sertések fertőző betegségei magántanára (1917).
Kövest 1921-ben állat-egészségügyi főfelügyelőnek tették meg. 1923-ban embergyógyászati osztállyal bővítette a Phylaxiát, a cég így közvetlenül szolgálta az egészségügyet. 1948-ban a hazai oltóanyag-termelő intézeteket Phylaxia Állami Oltóanyag-termelő Intézet néven egyesítették, és az állami vállalat műszaki vezetésével ezután is Köves Jánost bízták meg. Az ő munkájának köszönhetően a háború után a Phylaxiában az elsők között indult meg a munka és a termelés. Kövest 1948. októberében a Magyar Tudományos Akadémia a Phylaxia státusából átvette az akadémiai kiemelt tudósok körébe, de szolgálattételre továbbra is a Phylaxiához rendelte. Néhány évvel később az Állategészségügyi Kutató Intézet igazgatóhelyettesének nevezték ki. Köves János innen ment nyugdíjba, 1958-ban. 1963-ban a járványtan címzetes egyetemi tanára címet kapta.
1977. november 14-én a Farkasréti temetőben tartott búcsúztatása után hamvait Tahi község temetőjében, az 1. sor 10–11. sírhelyen lévő családi sírban helyezték örök nyugalomra.

## Tudományos munkássága, kitüntetései
Tagja volt a Magyar Országos Állatorvos Egyesületnek (MOÁE), a Magyar Agrártudományos Egyesületnek, a Magyar Mikrobiológiai Társaságnak. 1952-ben az meghívták az MTA Tudományos Minősítő Bizottságába. 1972-ben, a Phylaxia megalapításának 60. évfordulóján, 90 éves korában a Mezőgazdaság Kiváló Dolgozója lett. Még életében átvehette a Manninger Rezső-emlékérmet (1974), valamint a Hutÿra- (1966) és Marek- emlékérmeket (1975).
Művei:
- A sertéspestis megelőzése és leküzdése oltásokkal (Bp., 1928);
- A tetanusz elleni aktív immunizálás (Elek Pállal, Szélyes Lajossal, Bp., 1951)

## Emlékezete
Bábolnán és Zircen utcát neveztek el róla , előbbi egyben a Tárkányt Bábolnával összekötő 8149-es út belvárosi szakasza is.